# Костађута (Ђенова)
Костађута је насеље у Италији у округу Ђенова, региону Лигурија.
Према процени из 2011. у насељу је живело 112 становника. Насеље се налази на надморској висини од 323 м.